# Устригот

Королевство гепидов в 539—551 годах

Устригот (лат. Ustrigotthus, ср.-греч. Οϋστρϊυοθος; убит в первой половине 550-х годов) — претендент на престол королевства гепидов.

## Биография
Единственный упоминающий Устригота раннесредневековый исторический источник — «Война с готами» Прокопия Кесарийского. Значительно больше источников сообщают о событиях, в которых Устригот мог участвовать.
Согласно Прокопию Кесарийскому, Устригот был одним из сыновей правителя гепидов Гелемунда. К моменту смерти своего отца, умершего от болезни приблизительно в 548 или 549 году, он остался единственным из живых сыновей скончавшегося монарха. Хотя как наследник престола Устригот должен был получить королевский титул, новым правителем гепидов стал Торисвинт. Вероятно, тому удалось не допустить Устригота к власти, так как сын Гелемунда был ещё несовершеннолетним.
Опасаясь за свою жизнь, Устригот бежал к врагам гепидов лангобардам, найдя приют при дворе короля Аудоина. Вероятно, что оказанная Устриготу Аудоином помощь стала одной из причин нового обострения отношений между гепидами и лангобардами, приведшего в первой половине 550-х годов к вооружённому конфликту между двумя народами. В начавшейся войне победу одержали лангобарды, с помощью византийцев разгромившие гепидов в битве на поле Асфельд.
После завершения активных военных действий короли Аудоин и Торисвинт заключили мир. Среди его условий одним из главных было взаимная ликвидация претендентов на престолы Гепидского и Лангобардского королевств: Устригота и Хильдигиса. В нарушение обычаев гостеприимства по повелению Аудоина был тайно убит укрывавшийся у него Устригот, а Торисвинт повелел убить находившегося при его дворе Хильдигиса.